# Чебаки (Хакасия)
Чеба́ки — деревня в Ширинском районе Хакасии Российской Федерации.

## География
Находится в 80 км на северо-запад от райцентра — села Шира и железнодорожной станции Шира на берегу реки Чёрный Июс.
Рядом гора Крестовка 912 м, на юге ближайший хребет Знаменитовские Гольцы 1446 м, лог Церковный, пресное озеро Чёрное, озеро Рейнголь.
Левобережная часть Енисея Минусинской котловины  относится зоографически к Енисейской Сибири. Окружающий рельеф разнообразен наряду с участками почти равнинными, как изолированными холмами, так и грядами холмов или отрогами окружающих гор с крутыми склонами, узкими долинами и межгорными котловинами. Низменности лежат на высоте 300 м над уровнем моря, высоты достигают 900 м. Климат резко континентальный.
Северную границу своего ареала находят следующие виды птиц, характерных для южных степных районов: Ardea cinerea, Nyroca Ferina, Tadorna Tadorna, Recurvirostra avoceta, Totanus totanus, Sterna hirundo minussensis, Upupa epops, Pyrrhocorax Pyrrhocorax, Otocoris brandti, Otocoris brandti Montana, Calandrella brachydactyla, Locustrella naevia mongolica. Из видов соседней Монголии сюда проникают Cygopsis cygnoides. Otis Dybowskii, Emberiza godlewskii, Perdix daureca.  Acrocephlus ogricola заходит сюда с запада из соседнего Алтая Phylloscopus tristis fulvescens.

## Топоним
Чебаки название происходит от имени хакаса Чабака Серенева  и улуса Чабах аалы, Чебак алы,  аал Чебаки, Чебакинский улус, Чебакевский улус, Чебакский аал.
хак Чабаға  в переводе на русский означает молодняк лошади от 1 до 2 лет .
Чебак, или сибирская плотва (лат. Rutilus rutilus lacustris) — подвид плотвы, лучеперая рыба из семейства карповых, распространённая в Сибири и на Урале.
Чебак мужской головной убор , и замужних женщин -  сферическая шапка с наушниками завязками и длинной задней лопаткой на затылке, называемой хвостом.  Известен с XVIII века в Енисейской и Тобольской губерниях как зимний головной убор замужних женщин. (телеут) čаbаk - высокий женский головной убор.
Чебак вид скребка, в горнодобывающей промышленности.
В 1893 название села Покровское (улус Чебаки) , Енисейской губернии, Ачинского уезда. Названо Покровским по названию церкви Покрова Пресвятой Богородицы, построенной на средства золотопромышленника З. М. Цыбульского (1867, не сохранилась) .
В отчетах за 1893 православный священник Матвей Тыжнов из Покровского (Чебаки) Ачинского уезда Енисейской губернии упомянул о святынях божках, воплощающих дух огня,  рус. "Чалбак тёс"- хак "Чалбах тöс",  в переводе с  означает "Широкий, обширный Дух" как один из наиболее распространенных и почитаемых домашних духов - покровителей качинцев.  А.В. Адрианов в этой связи отмечал, что «из всех тöсей – чалбак самый чтимый и распространенный  – в  редкой юрте качинца его нет»,  Яковлев Е.К. , писавший о том, что Чалбак тёс «весьма  распространенный идол у качинцев и у сагайцев» в обрядах их почитания   .  хак "Чалбах" так же переводят по-русски в значении "плоская поверхность", "плоский"   применительно к тёсу ,  применительно к сопке хак "Чалбах сагыт" означает "плоская сопка, плоская гора" или "гора лепешка" ,  хак "Чалбах"  хлеб "Лепешка". хак "Чайаан - Чалбах"  в переводе на русский "Вселенная"  или "Творец".  хак "Чир -Чалбах (ғы)" в переводе на русский "Земля, Вселенная, Планета, Мир" .

## История
Территория относилась к: Сибирская Губерния (до 1779), Колыванская область (1779 - 1783), Колыванское наместничество (1783 - 1796), Тобольская губерния (1796 - 1804), Томская губерния (1804 - 1822), Ачинско-Минусинский горный округ  (Минусинский округ 1822-1898, Минусинский Уезд 1898-1925)  Енисейская губерния (1822 - 1925)
Основано в XIX веке, входило в состав Енисейской губернии (1822 - 1925). Являлась резиденцией золотопромышленников З. М. Цибульского и его двоюродного племянника и наследника К. И. Иваницкого.
В 1867  церковь Покрова Пресвятой Богородицы вошло в состав православных приходов Енисейской губернии, Ачинского уезда, Ужурской волости  Приход образовался на территории Кизыльской  инородческой Управы Ачинского уезда (Кызыльская степная дума до 1893). В его состав входило 38 улусов.
В 1888 году 24 января при Покровской Богородицкой церкви была открыта школа.
В целях укрепления ресурсов образования населения Енисейской епархии в целом и миссионерских приходов в частности Братство при Красноярском соборе Рождества Пресвятой Богородицы с 1894 года  начало поставлять библиотекам церковно-приходских школ  книги для внеклассного чтения. В миссионерских отчетах того времени местное население описывалось как «инородцы» и их обычаи или суеверия и их обряды и верования отличались.
Для грамотного населения были устроены чтения со световыми росписями в приходских церковных школах епархии (по 2 волшебных фонаря и 60 росписей в каждом районе епархии). В 1897 московскому фабриканту швейцарскому гражданину Теодору Швабе, физико-оптическому механику, было заказано всего 10 волшебных фонарей и 600 картин на стекле. Для своевременного обмена картинками между школами соседних районов в ежегоднике «Епархальные ведомости» было опубликовано расписание движения волшебных фонарей и световых картинок.
1 августа 1897 Чебаковско-Покровском приходе Минусинского уезда  был рукоположен семинарист Павел Суховский. В Покровской церковно-приходской школе училось всего 17 мальчиков и 1 девочка, из них 10 инородцев , тогда как школу посещало уже больше детей, это было совсем немного, учитывая количество взрослого приходского населения 2288 человек в 1897.
В 1912  открылась однокласная министерская школа, в которой в 1916 обучалось уже 80 мальчиков и 40 девочек, школы находились в отличном состоянии и пользовались уважением населения.
В 1916  в описании Чебаковско-Покровского прихода :
Вся эта местность, надо сказать, одна из богатейших областей Ачинского уезда: в горах золотые прииски, долины - дают отменные урожаи хлеба и трав, окрестные леса изобилуют зверем, а реки и озера - с рыбой. Это один из самых богатых приходов Енисейской епархии. За красоту природы и здоровый рельеф Чебаки называют «Сибирской Швейцарией»Енисейское церковно-историко-археологическое общество, Краткая характеристика приходов Енисейской епархии, Чебаковско-Покровский приход
С 1924 года — административный центр Чебаковского района в который входили 24 сельских и городских совета.
Весной 1924 года в селе Чебаки в помещении клуба открылась изба-читальня. Клуб включал в себя политклуб, драмкружок, музыкальный кружок, кружок изучения устава ВЛКСМ. В фельдшерском пункте в Чебаках было два сотрудника, фельдшер и акушерка, которые оказывали только амбулаторную помощь. Лекарств в медпункте не было, был только один испорченный градусник и два старых пинцета.
В 1926 году в Чебаки у реки Ивановки (протока реки Черный Июс) уже есть школа, райисполком, кредитное товарищество, магазин, больница, библиотека.
В 1933 году центр Чебаковского района Западно-Сибирского края был перенесён в посёлок Ширинский.

## Население
Наиболее ранние сведения о селе встречаются в документе 1864 "Списки населенных пунктов Ачинского уезда" участок 2 № 295 поселение - улус Чебакинский (Чебак алы). Расстояние от уездного города Ачинска 240 верст. Количество дворов 31. Количество жителей 114 мужчин, 98 женщина.
| Численность населения | Численность населения | Численность населения | Численность населения | Численность населения | Численность населения | Численность населения | Численность населения | Численность населения |
| 1864                  | 1893                  | 1901                  | 1907                  | 1911                  | 1917                  | 1925                  | 1926                  | 1924-1933             |
| --------------------- | --------------------- | --------------------- | --------------------- | --------------------- | --------------------- | --------------------- | --------------------- | --------------------- |
| ↗204                  | ↗417                  | ↗498                  | ↗681                  | ↗858                  | ↗1238                 | ↗1185                 | ↗1372                 | ↗1661                 |

Многие жители Чебаков сражались и погибли во время Первой мировой войны 1914-1918 , Гражданской войны в России 1918-1921 , Репрессий , Второй мировой войны 1941-1945.

В селе Чебаки находится самая крупная братская могила, более 170 человек, погибших на Восточном фронте Гражданской войны в России, убитых Колчаковцами (карательный отряд во главе сотника Черкашина) или полицаями в тайге или на дорогах и похороненных на месте гибели, позже перезахороненных в братскую могилу в сельском сквере села Чебаки в 1921. В братской могиле лежат 75 горняков Коммунарского рудника (бывший рудник "Богомдарованный"). На первых обелисках был текст «Борцам, павшим за дело революции 1917-1920», позже текст на обелиске «Мемориал героям Гражданской войны». Восстановлена только часть имен погибших по воспоминаниям красных партизан  Ф.Я. Искучекова, И.П. Итеменева, Е.П. Итименева, Н.И. Шушеначева, Е.А. Карабалыкова, старожила М.П. Полынцева и местного краеведческого кружка под руководством Н. Владимирова: Шушеначев Иван Федорович, Шушеначев Аркадий Иванович, Шушеначев Ефим Иванович, Помогаев Григорий, Искучеков Петр Ефимович, Искучеков Виктор Ефимович, Искучеков Георгий, Шарыпов Леонтий, Потылицин Филипп, Белобородов Григорий, Белобородов Артемий, Белобородов Илларион, Лабзин А.Е., Симаков Даниил, Балахчин Георгий, Белозеров, Почекутов Григорий , Братья Ивановы, Галендер Николай .
| 2002 | 2010 |
| ---- | ---- |
| 95   | ↘61  |

Число хозяйств — 34, население — 78 чел. (01.01.2004), в том числе русские, хакасы (30 %) и др.

## Известные уроженцы и люди
- Георгий Игнатьевич Итыгин — государственный, политический и общественный деятель, педагог, журналист, учёный. Один из организаторов национально-государственного строительства, народного образования в Хакасии.
- Юрий Архипович Драничников — передовик советского машиностроения, токарь Красноярского машиностроительного завода имени В. И. Ленина Министерства общего машиностроения ССР, Герой Социалистического Труда (1981).
- Цибульский Захарий Михайлович (1817-1882) - купец первой гильдии, золотопромышленник, меценат. Пожертвовал 200 тысяч рублей на достройку собора в Томске, 200 тысяч рублей на строящийся в то время в Томске Императорский Томский университет, первый в Сибири университет. Основоположник санаторно-курортного дела в Енисейской губернии в 1873. Идея организовать курорт на близлежащем озере Шира пришла ему в голову после того, как он испытал на себе целебные свойства соленого озера, а затем предпринял попытку их изучения. Цибульский построил свою летнюю резиденцию в Чебаках, впоследствии дом стал собственностью Иваницкого [34]:

Летом он обычно жил на своей роскошной даче, построенной недалеко от таежного поселка инородцев Чебаки. На этой даче ее владелец построил довольно просторную церковь, где хранились духовные притчи и хор певчих. Сама дача представляла собой большой господский дом, с просторным танцевальным залом, бильярдной и всеми барскими удобствами. При доме состоял довольно приличный оркестр музыкантов. На дачном участке был прекрасный сад с оранжереями, в котором к Рождеству выращивали идеально созревшие апельсины. На рождественские праздники Цыбульские обычно приезжали из Томска в Чебаки, на свою дачу; а потом эти выращенные в оранжереях апельсины  подавали к столу, угощались хозяева, угощали гостей, пришедших к Цыбульским на Рождество. По канцелярским сводкам, содержание дачи Цыбульского обходилось ему в 40 тысяч рублей ежегодно. Эта дача служила также золотопромышленной резиденцией Цыбульского, имевшего ряд приисков в Ачинско-Минусинском районе.Кулаев И.В., Под счастливой звездой Записки русского бизнесмена. 1875–1930. Цыбульский и Иваницкий.
- Иваницкий Константин Иванович  (1863 - 1935) - золотопромышленник. После смерти Цыбульского его дела и имущество перешли к И. М. Иваницкому, а после смерти последнего [35] — к его сыну Константину Ивановичу, который таким образом стал обладателем большого наследственного имущества. Русская революция заставила К.И. Иваницкого бежать в Маньчжурию, в Харбин.[34]

Покинув свою золотопромышленную резиденцию в Чебаках, он закопал в землю около 6 пудов золота. Место, где было спрятано золото, было в 20 верстах от Чебаков; Советские агенты в Харбине убедили Иваницких передать спрятанное ими золото Советскому правительству. (кажется, это было в 1930 году, точную дату не помню). Там по заданию золото выкопали и передали представителям Советской власти. Эта операция дала Иваницким такие финансовые результаты: половина цены была согласована, а именно 50 тысяч йен, а вторая половина была выплачена в Томске сестрам Иваницкого.Кулаев И.В., Под счастливой звездой Записки русского бизнесмена. 1875–1930, К.И. Иваницкий
- Зерцалов, Геннадий Иванович (1940—2021) — советский партийный деятель, первый секретарь Казанского горкома КПСС, председатель Казанского городского совета народных депутатов (1990—1991).

## Экономика
В 1917 в описании данных упоминалось о наличии потребительского общества в деревне, а также скота в деревне: лошадей 737, рабочих лошадей 571, жеребят до года 76; крупного рогатого скота 999, молочных коров 448, телят до года 258; овец и коз 1080, свиней и поросят 104. Количество ферм без пашни 107. Посева 281,5 десятин. Озимая рожь 11 десятин; Ярицы (яровая пшеница или яровая рожь) 64 десятин. Овес 78,4 десятин. Все прочие культуры 70,2 десятин. Рлощадь земледелия 63,1 десятин. Площадь лугов или сенокосов 1430 десятин.
В настоящее время только работают крестьянско-фермерское хозяйство «Берендей», фитоцентр «Прасковья».

## Достопримечательности
- Усадьба — «Дом Иваницкого» — признана ценным архитектурным памятником Хакасии федерального значения [36].  Дом Иваницкого — двухэтажный особняк с башней-балконом и шпилем построен во второй половине XIX века из добротной вековой лиственницы. Особняк украшен резными наличниками, ажурными поясами-карнизами между этажами. Дом сохранился, в нем была школа, потом детский дом, а недавно, после небольшой внутренней реконструкции, в особняке разместился детский туристско-оздоровительный лагерь «Турист».[9]
- В 1978  Киностудия имени Горького выпустила исторический приключенческий фильм  «Конец императора тайги» (режиссер Владимир Саруханов, сценарий Борис Камов [37] и Павел Лунгин) о 1920-х годах РСФСР и Гражданской войне в России на территории Сибири, в Покровском (Чебаки) и Хакасии. В фильме воспроизводится одна из малоизвестных страниц биографии Аркадия Голикова (будущего писателя Аркадия Гайдара и деда Егора Гайдара) и сибирских казаков атамана Соловьева.[38]
- Чебаки (Све-Тах) — древнее сооружение-крепость.